# Lepidium pseudo-didymus
Lepidium pseudo-didymus là một loài thực vật có hoa trong họ Cải. Loài này được Thell. ex Druce mô tả khoa học đầu tiên.